# Lista de pessoas em selos da Venezuela
Lista de pessoas em selos da Venezuela, entre os personagens que dominam o venezuelano filatelia é que a maioria de seus personagens são história republicana, que destaca os heróis da independência e onde Simon Bolivar tem um papel preponderante, neste espólio forma é comum observar, como Francisco de Miranda, Antonio José de Sucre e Rafael Urdaneta. Outros personagens que são comuns são personagens de renome mundial como é o caso do Papa João Paulo II, ou várias invocações da Virgem Maria.

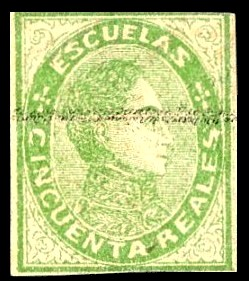
Busto de Simón Bolívar em 1871 selo

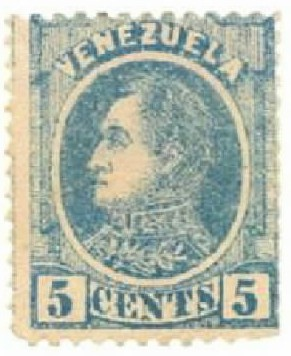
Busto de Simón Bolívar em 1880 selo

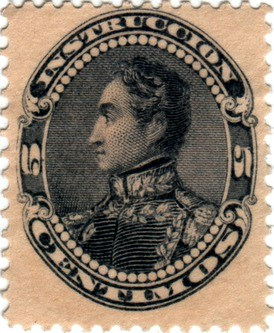
Busto de Simón Bolívar em 1898 selo

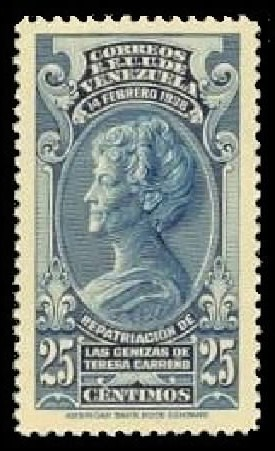
Busto de Teresa Carreño en estampilla de 1938

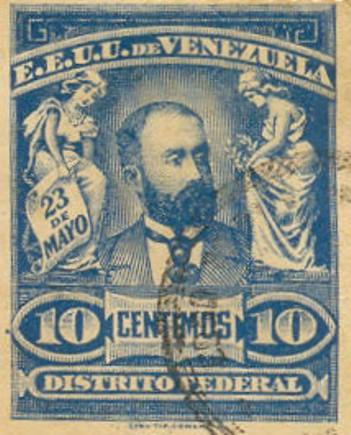
Busto de Cipriano Castro em 1905 selo

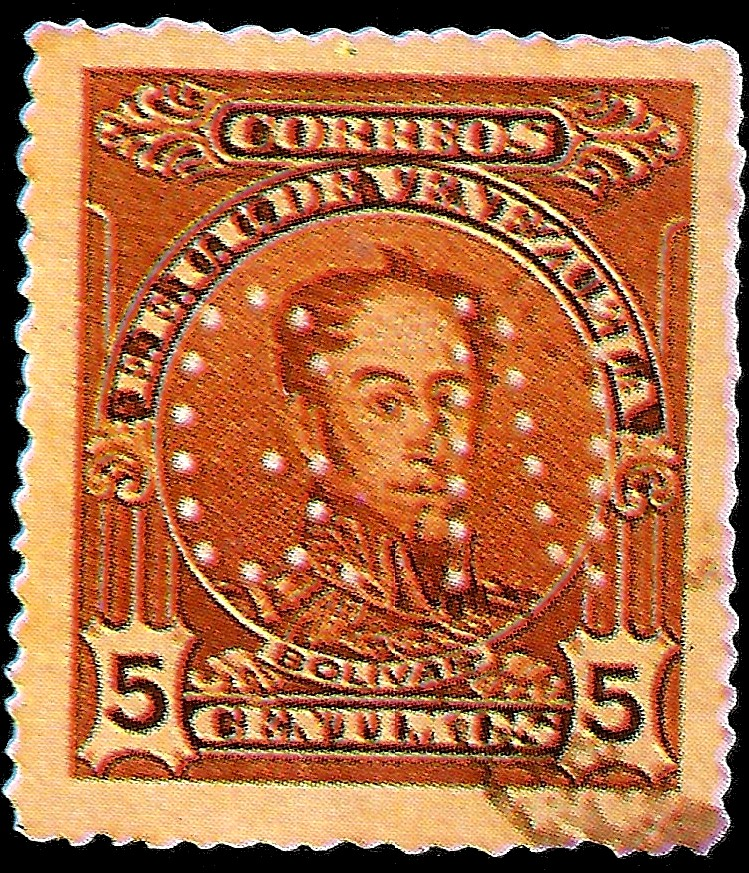
Busto de Simón Bolívar em selos dos anos 1915, 1924, 1932, 1939

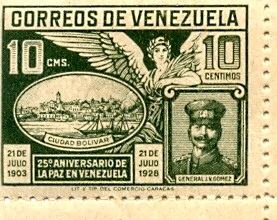
Busto de Juan Vicente Gómez em 1928 selo

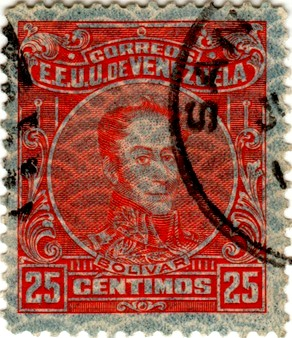
Busto de Simón Bolívar em 1932 selo

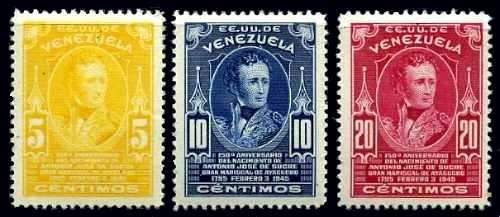
Busto de Antonio José de Sucre em 1945 selo

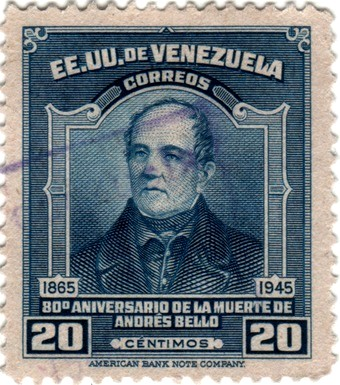
Busto de Andrés Bello em 1946 selo

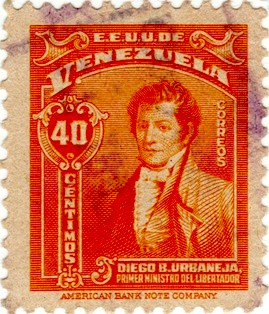
Busto de Diego B. Urbaneja em 1948 selo

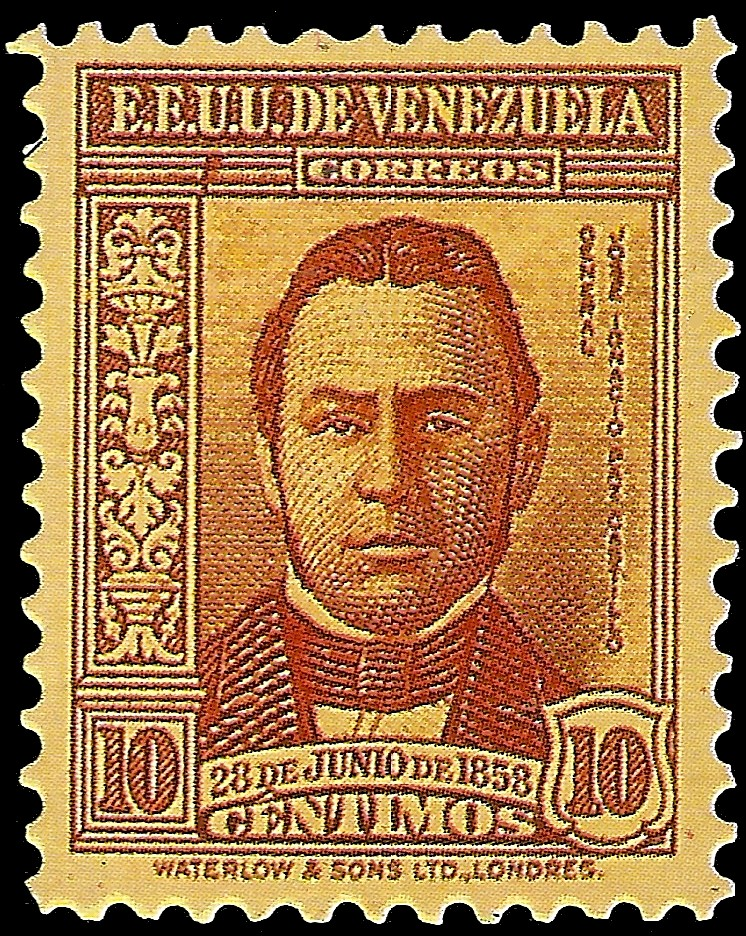
Busto de José Ignacio Paz Castillo em 1939 selo

## A
- Dolores Albás (1992)
- Cecilio Acosta (1982)
- Juan A, Aguerreverre (1961)
- Edwin E. Aldrin Jr. (1969)
- José Ángel Alámo (2010)
- Gabriel de Alcalá (2010)
- María de San José Alvarado (1995)
- Neil Armstrong (1969)
- José Antonio Anzoátegui (1960, 1982)
- Rafael Arévalo González (1966)
- Rafael Arías Blanco (1962)
- Juan Bautista Arismendi (1998)
- Luisa Cáceres de Arismendi (1960, 2008)
- Carlos Arvelo (1964)

## B
- Rafael María Baralt (1960)
- Luis D. Beauperthuy (1971)
- Andrés Bello (1946, 1965, 1982)
- Carlos Bello (1963)
- David Ben Gurión (1998)
- José Francisco Bermúdez (1982)
- Juan Bermúdez (2010)
- Rómulo Betancourt (1986)
- Andrés Eloy Blanco (1960, 1997)
- Rufino Blanco Fombona (1974)
- Hipólita Bolívar (1978)
- Juan Vicente Bolívar y Ponte (1978)
- Simón Bolívar (1879, 1880, 1882, 1887, 1893, 1899, 1911, 1913, 1914, 1915, 1924, 1930, 1932, 1933, 1939, 1940, 1942, 1951, 1966, 1967, 1969, 1970, 1976, 1978, 1980, 1982, 1983, 1984, 1986, 1987, 1989, 1990, 1998, 1999, 2004, 2005, 2008, 2009, 2012)
- John Bosco (1987)
- Antonio Nicolás Briceño (1982, 2010)
- Ignacio Ramón Briceño (2010)
- Mario Briceño Iragorry (1985, 1996)

## C
- José Luis Cabrera (2010)
- Cacique Caruao (1998)
- Cacique Chacao (1998)
- Cacique Guacamayo (1998)
- Cacique Guaicaipuro (2002, 2008)
- Cacique Mamacuri (1998)
- Cacique Maniacuare (1998)
- Cacique Manure (1998)
- Cacique Mara (1998)
- Cacique Tamanaco (1998)
- Cacique Tapiaracay (1998)
- Cacique Terepaima (1991)
- Cacique Tiuna (1998)
- Cacique Paramaconi (1991)
- Juan Manuel Cagigal (1988)
- Pedro Camejo (2008, 2015)
- Mariana Carcelén (1995)
- Nelson Carneiro (2004)
- Teresa Carreno (1938, 1998)
- Cipriano Castro (1900, 1905)
- Nicolás de Castro (2010)
- Luis José de Cazorla (2010)
- Hugo Chávez (2013, 2014)
- José Leonardo Chirinos (1995)
- Winston S. Churchill (1965)
- Lino de Clemente (2010)
- Agustín Codazzi (1960)
- Michael Collins (1969)
- William Coles (1991)
- Cristal Colón (1949, 1998)
- Francisco de Córdoba (1998)
- Pedro Córdoba (1998)
- Nicolás Copernico (1973)
- José Cortés de Madariaga (2010)
- Juan de la Cosa (1998)
- Mariano de la Cova (2010)

## D
- Manuel Dagnino (1966)
- Rubén Darío ((1967)
- Rey David (1998)
- Salvador Delgado (2010)
- Bartolomé Díaz (1998)
- Juan Antonio Díaz Argote (2010)
- Divina Pastora (Barquisimeto) (1985)
- Juan Pablo Duarte (1977)
- Luis María Drago (1986)

## E
- José María Escrivá (1992, 2001)
- José María España (1997)
- Francisco Espejo (2010)

## F
- Felipe Fermín Paúl (2010)
- Ignacio Fernández (2010)

## G
- Rómulo Gallegos (1964, 1984)
- Juan Garcés (1998)
- Mahatma Gandhi (1962, 1997)
- Felipe Salvador Gilij (1998)
- Juan Vicente Gómez, general (1928)
- Antonio González de Acuña (1998)
- Juan Vicente González (1967)
- Rafael A. González (1965)
- Manuel Gual (1997)
- Pedro Gual (1984)
- José Gumilla (1998)
- Jacinto Gutiérrez (1959)
- Antonio Guzmán Blanco (1970)

## H
- Dag Hammarskjold (1963)
- Francisco Hernández (2010)
- José Gregorio Hernández (1966, 1996)
- Miguel Herrera (1959)
- Teodoro Herzl (1998)
- Rowland Hill (1980)
- Chales Howarth (1944)
- Alexander von Humboldt (1960, 1969)

## J
- Jesús de Nazaret (2009)
- Jesús Manuel Jáuregui Moreno (1999)
- Thomas Jefferson (1976)
- Juan Pablo II (1985, 1986, 1995, 1996, 1998)

## I
- Inmaculada Concepción (1985)
- Isabel I de Castilla (1951)
- Francisco Isnardi (2010)

## K
- Hellen Keller (1981)
- John F. Kennedy (1965, 1976)
- Martín Luther King (1969)

## L
- Jean-Baptiste de La Salle (1981, 1995)
- José Lebrún Moratinos (1989)
- José Ángel Lamas (1976)
- Raúl Leoni (1989)
- Abraham Lincoln (1966, 1976)
- Coroline Lloyd (1991)
- Isidoro López Méndez (2010)
- Jesús E. Lossada (1990)
- Juan Lovera (1980)

## M
- María de la Soledad (1985)
- Manuel Plácido Maneiro (2010)
- Santiago Mariño (1988, 1998)
- Mariano Martí (1998)
- Luis Gonzalo Marturet (1994)
- Petronila Mata (1998)
- Juan José de Maya (2010)
- Manuel Vicente Maya (2010)
- Francisco Javier de Mayz (2010)
- Ramón Ignacio Méndez (2010)
- Cristóbal Mendoza (1939)
- Luis Ignacio Mendoza (2010)
- Arturo Michelena (1966)
- Santos Michelena (1949)
- Francisco de Miranda (1895, 1911, 1913, 1950, 1968, 1979, 1986, 2006, 2008, 2009, 2010)
- Moisés (1998)
- José Gregorio Monagas (1995)
- Pablo Morillo (1998)

## N
- Jawaharlal Nehru (1997)
- José M. Núñez Ponte (1968)
- Nossa Senhora da Chiquinquirá (1985, 1988)
- Nossa Senhora da Conceição Aparecida (1988)
- Nossa Senhora da Copacabana (1988)
- Nossa Senhora da Consolação (1985)
- Nossa Senhora da Nuvem (1988)
- Nossa Senhora da Paz (1985)
- Nossa Senhora das Neves (1985)
- Nossa Senhora de Guadalupe (1988)
- Nossa Senhora do Altagracia (1988)
- Nossa Senhora do Coromoto (1952, 1979, 1985, 1988)
- Nossa Senhora do Evangelización (1988)
- Nossa Senhora do Luján (1988)
- Nossa Senhora do Perpétuo Socorro (1985)
- Nossa Senhora do Valle (1985, 1998)

## O
- Francisco Ochoa (1990)
- Bernardo O'Higgins (1980)
- Alonso de Ojeda (1950, 1998)
- Daniel Florencio O'Leary  (1979)
- Francisco Policarpo Ortiz (2010)

## P
- Pablo VI (1989, 1992)
- José Antonio Páez (1940, 1982)
- Manuel Palacio (2010)
- Juan Pablo Pacheco (2010)
- Francisco de Pamplona (1998)
- Caracciolo Parra O. (1970)
- Teresa de la Parra (1998)
- Sardar Patel (1997)
- Vincent de Paul (1985)
- José I. Paz Castillo (1939)
- Fernando Peñalver (2010)
- Gabriel Pérez de Pagola (2010)
- Alexander Petión (1979)
- Augusto Pi Suñer (1980)
- Luis Antonio Pietri Yepez (1998)
- Gabriel de Ponte (2010)
- Luis Beltran Prieto Figueroa (2004)

## Q
- Juan Nepomuceno Quintana (2010)

## R
- José María Ramírez (2010)
- Juan Ramos de Lora (1973)
- Serge Raynaud de la Ferrière (2015)
- Luis Razzetti (1963)
- Vincente de Requejada (1998)
- Armando Reverón (1980)
- Mordechay Ricardo (1988)
- Francisco Antonio Rísquez (1963)
- José Félix Rivas (1976, 2010)
- Juan Germán Roscio (2010)
- Juan Antonio Rodríguez Domínguez (2010)
- Simón Rodríguez (1954, 1978, 2003, 2008)
- Juan Pablo Rojas Paúl (1988)
- Juan José Rondón (1982)
- Eleanor Roosevelt (1964)
- Franklin D. Roosevelt (1976)

## S
- Francisco Salias (2010)
- Martín J. Sanabria (1970)
- Manuela Sáenz (2010)
- José de San Martín (1979, 1982)
- José Faustino Sánchez Carrión (1984)
- Francisco Santander (1940)
- José de Sata y Busy (2010)
- José Félix Sosa (2010)
- Vicente Emilio Sojo (1987)
- Heinrich von Stephan (1997)
- Gloria Stolk (1991)
- Antonio José de Sucre (1904, 1945, 1960, 1973, 1980, 1995)

## T
- Rabindranath Tagore
- Fernando Toro (2010)
- Fermín Toro (1965)
- Juan Toro (2010)
- El Marqués del Toro (2010)
- Gumersindo Torres (1998)
- Martín Tovar Ponte (2010)
- Andrés Townsend Escurraz (2004)

## U
- José Vicente de Unda (2010)
- Diego Urbaneja (1940)
- Rafael Urdaneta (1911, 1913, 1946, 1988)
- Francisco Javier Ustáriz (2010)

## V
- José María Vargas (1982, 1986)
- Julio Verne (1982)
- Amerigo Vespucci (1998)
- Vincent Barrington (1963)
- Virgem de Montserrat (1991)

## W
- Jules Waldman (1991)
- George Washington (1976)

## Y
- Francisco Javier Yánes (2010)

## Z
- Luis Zambrano (2012)
- Elisa Elvira Zuloaga (1991)
- Ricardo Zuloaga (1995)

## Referencias
1. ↑  Blanco, Aurelio. 2009: Venezuela Catálogo especializado de estampillas. Caracas. 183p. ISBN 980-300-176-0
2. ↑  Dib E, Pedro J. 1990: La filatelia mundial y venezolana. Cuadernos Lagoven Lagoven, S.A. Caracas. 131p. ISBN 980-259-332-X
3. ↑  Escudo de Venezuela 1ra emisión
4. ↑  «Do you know this stamp?: Venezuela Monument of Simón Bolívar Stamp». Consultado em 21 de agosto de 2013. Arquivado do original em 14 de julho de 2014
5. ↑  Venezuela Stamps
6. ↑  Instituto Postal Telegráfico de Venezuela (IPOSTEL). 1997: Venezuela a través de sus sellos postales.  1978 - 1998. Selecolor, C.A. Caracas. 28p.
7. ↑  Saravia F. Jesús. 2008: Revolucionando el correo. (Catálogo de sellos postales de Venezuela 2003-2009). Instituto Postal Telegráfico de Venezuela (IPOSTEL).Caracas. 40p.